# Alain-René Lesage

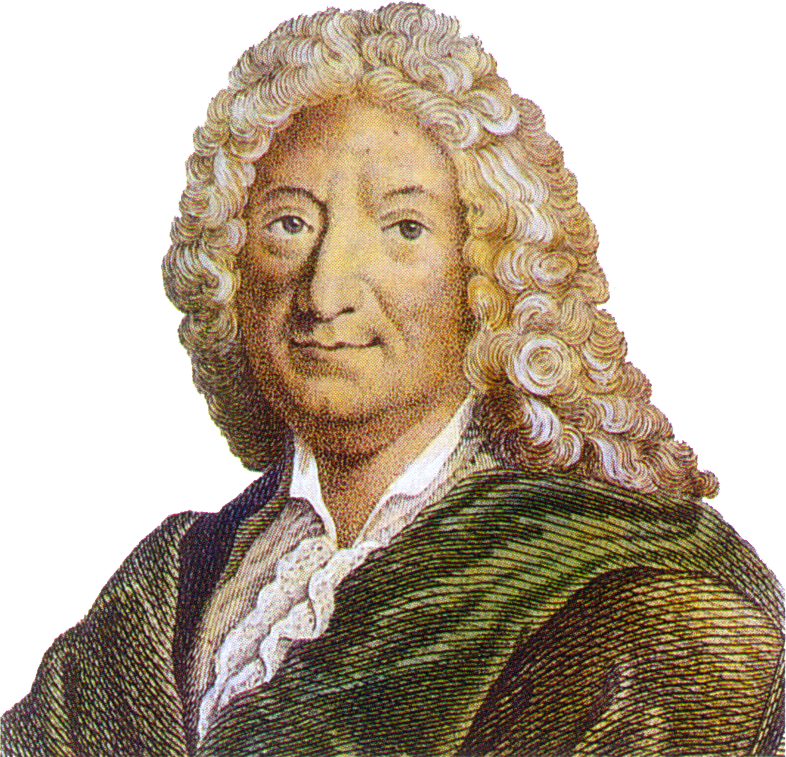
Alain-René Lesage

Alain-René Lesage oder Alain René Le Sage (* 8. Mai 1668 in Sarzeau, Bretagne; † 17. November 1747 in Boulogne-sur-Mer) war ein französischer Schriftsteller mit gesellschaftskritischem Blick und Sinn für Komik. Er gilt als der erste Autor der französischen Literatur, der ganz vom Verkauf seiner Produkte am Literaturmarkt lebte, der sich um 1700 herauszubilden begann. Er bediente sich dabei unverhohlen bei etlichen Vorbildern, etwa spanischer pikaresker Literatur. Pädagogische oder gar revolutionäre Absichten verfolgte er wohl nicht. Sein erster Roman Der hinkende Teufel stellt den ersten europäischen Großstadtroman dar, bekannter wurde Lesage durch sein Hauptwerk Geschichte des Gil Blas von Santillana.

## Leben und Werk
Lesage stammte als Sohn eines Notars aus einer gutbürgerlichen Juristenfamilie, verlor aber beide Elternteile schon in seiner Kindheit und büßte später auch sein Erbe ein, das sein Onkel als Vormund veruntreute. Nach Abschluss seiner Schulzeit bei den Jesuiten in Vannes (Département Morbihan, Bretagne) studierte er Rechte in Paris, wurde als Anwalt zugelassen und erhielt einen Posten bei der Steuerpacht in der Bretagne, d. h. dem damals privat organisierten System der Steuereintreibung. Nachdem er diesen Posten aus unbekannten Gründen bald verloren hatte und sich als Anwalt nicht hatte etablieren können, ging er 1698 nach Paris, um dort als Autor, zunächst von Übersetzungen wie der Briefe des Kallisthenes, tätig zu sein.

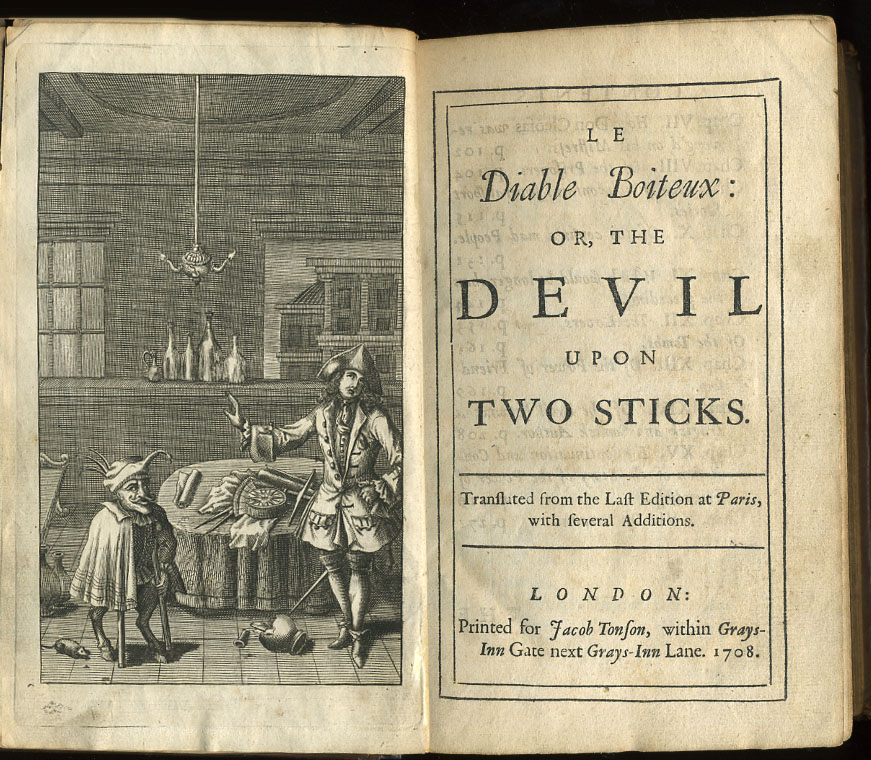
Der hinkende Teufel

Er begann, nachdem er bei dem ihn mit einer Pension von 600 Francs unterstützenden Abbé von Lyonne die spanische Sprache und Literatur kennengelernt hatte, seine Laufbahn mit wenig erfolgreichen Übertragungen und Bearbeitungen spanischer Theaterstücke. Der Durchbruch gelang ihm 1707 mit der selbstverfassten Komödie Crispin, rival de son maître (Crispin als Nebenbuhler seines Herrn).
Auch der auf einer spanischen Vorlage des Luis Vélez de Guevara beruhende Roman Le Diable boiteux (deutsch Der hinkende Teufel), der im selben Jahr in seiner ersten Fassung (die endgültige wurde 1726 fertiggestellt) erschien, schlug sehr gut ein. Darin betrachtet der Verfasser die Großstadt Madrid (stellvertretend für Paris) mit Hilfe eines aus einer Flasche befreiten Teufels.
1709 erzielte Lesage einen Skandalerfolg mit der Komödie Turcaret, die in der Figur des Titelhelden das von verlogenen Emporkömmlingen durchsetzte Milieu der Pariser Bankiers und Steuerpächter, der „financiers“, an den Pranger stellte. Das „mit meisterhafter realistischer Darstellungsgabe und Schärfe“ aufwartende Stück, das schon während der Einstudierung an der Comédie-Française von sich betroffen Fühlenden bekämpft wurde, kam nur dank eines Machtwortes des Dauphins zur Aufführung. Vor Lesage hatte niemand gewagt, „dem Protest der Ausgebeuteten so wirkungsvoll Ausdruck zu verleihen“.
Nach seinen schlechten Erfahrungen mit dem Turcaret und der Comédie-Française wandte sich Lesage dem volkstümlichen Pariser Théâtre de la Foire zu. Für dieses verfasste er in den nächsten Jahrzehnten, zum Teil mit Co-Autoren, wohl mehr als 100 witzige, wenn auch weniger aggressive Stücke, die der Kurzweil – und Lesages Haushaltskasse dienten. Daneben schrieb er einige heute vergessene Romane.

### Geschichte des Gil Blas

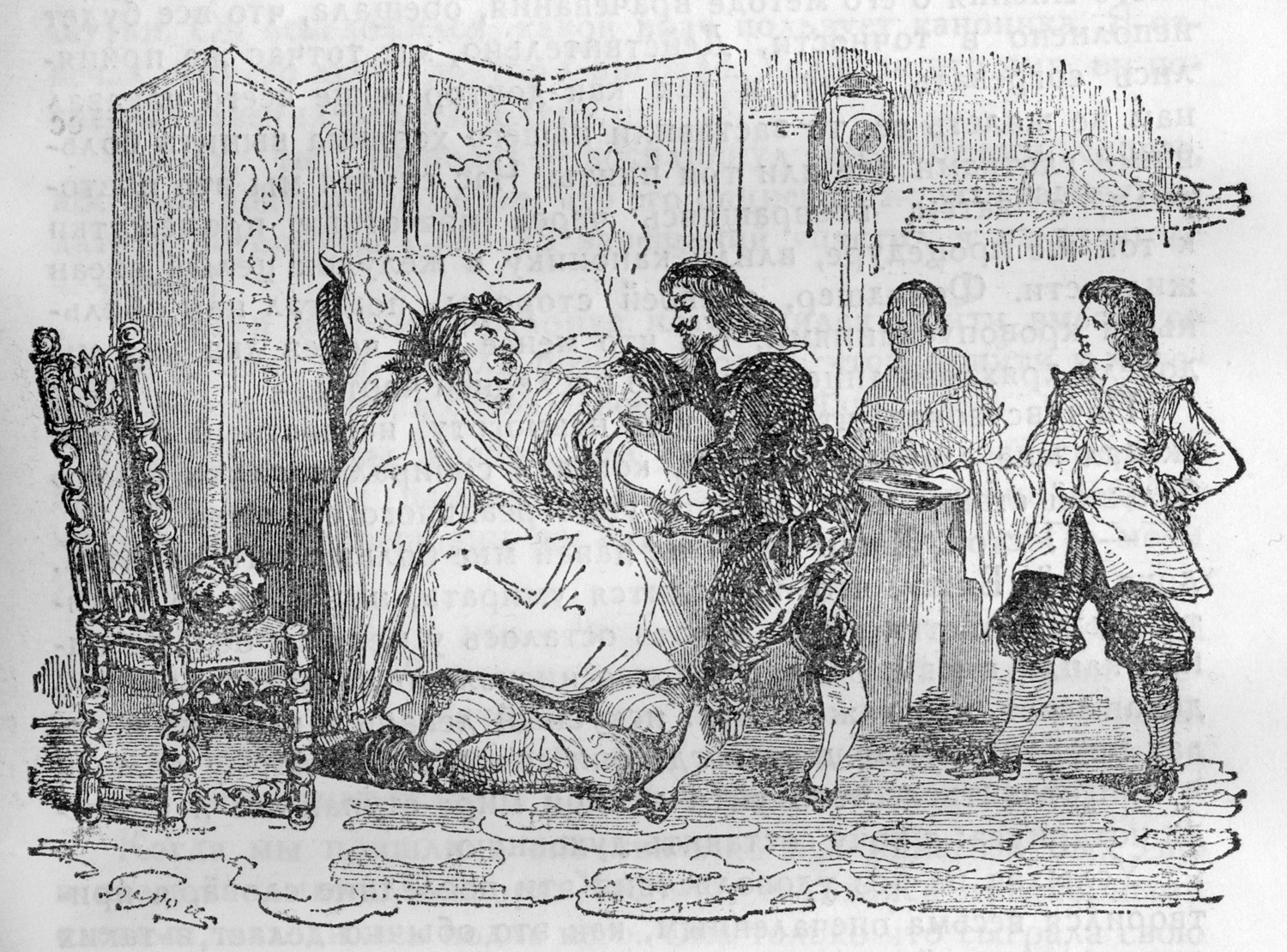
Gil Blas hat bei einem Scharlatan das Handwerk des Arztes gelernt und bringt seine Patienten innerhalb kurzer Zeit durch wiederholten Aderlass und Verordnung des Trinkens von heißem Wasser zu Tode (Illustration der Ausgabe von 1835).

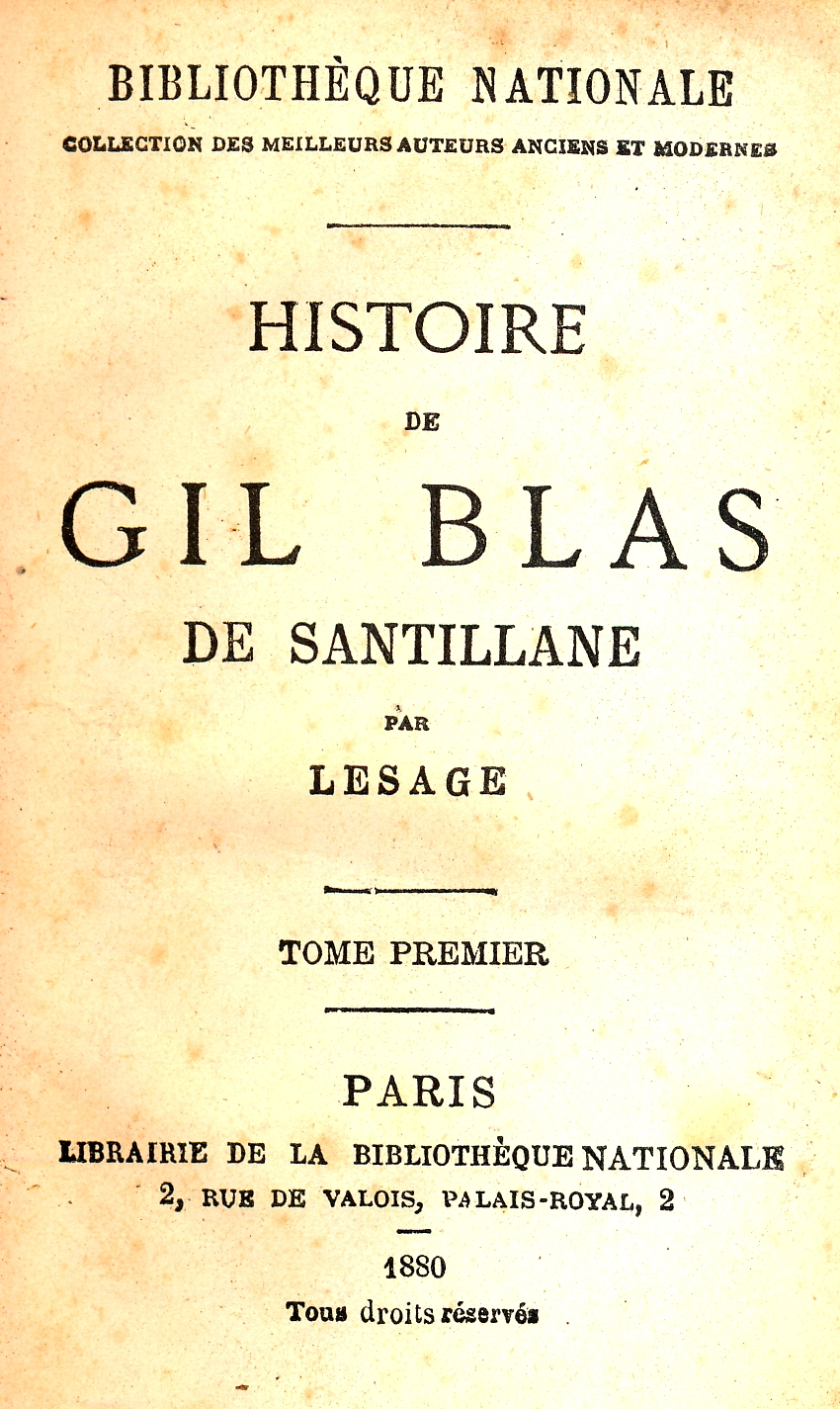
Alain-René Lesage: Histoire de Gil Blas de Santillane, Librairie de la Bibliothèque Nationale, Paris 1880 (Titelseite)

Gegen 1715 begann er das Buch, das als sein Hauptwerk und als bester französischer Picaro-Roman gilt. Es ist die handlungsreiche, immer noch gut lesbare Histoire de Gil Blas de Santillane (Geschichte des Gil Blas von Santillana), erschienen in vier Bänden zwischen 1715 und 1735. Die nach Spanien verlegte Handlung spiegelt in Wahrheit zeitgenössische französische Verhältnisse, wobei aus der Perspektive des einfältig-gewitzten Ich-Erzählers und Protagonisten, Sohn eines Stallmeisters und einer Kammerzofe, die verschiedensten Milieus von ganz unten bis ganz oben satirisch-kritisch vorgeführt werden. Lesage überdeckte dabei die zeitgenössische französische Realität mit so viel spanischem Lokalkolorit aus der Zeit Philipps III., dass Voltaire den Vorwurf erhob, es handle sich um eine Adaption des älteren spanischen Schelmenromans La vida del escudero don Marcos de Obregón von Vicente Gómez Martínez-Espinel, offenbar weil er sich in der Nebenfigur des Literaten Don Gabriel Triaquero karikiert zu sehen glaubte. Der Vorwurf des Plagiats wurde erst 1857 durch C. F. Franceson widerlegt: Nur etwa 20 Prozent des Romans, vor allem die Nebenfiguren, sind Entlehnungen aus älteren spanischen Vorlagen. Der nachgeschobene vierte Teil des Romans ist nicht so dicht und spannungsreich wie die vorausgehenden Teile, zeigt aber die prinzipiell unbegrenzte Erweiterbarkeit des auf locker verbundenen Episoden basierenden Typs des Schelmenromans, der in diesem Fall die Zeit von der Jugend des Helden bis etwa zu seinem 70. Lebensjahr umfasst. Allerdings tauchen zahlreiche Figuren im Lauf der Geschichte immer wieder auf.

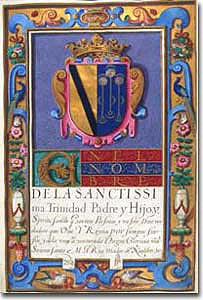
Dokument, mit dem Philipp III. 1611 dem von ihm zum Herzog von Uceda ernannten Cristóbal Gómez de Sandoval Steuereinnahmen und Gerichtsbarkeit über die Kleinstadt in der Provinz Guadalajara übertrug. Sandoval förderte rücksichtslos die Interessen seines Clans, intrigierte gegen den Herzog von Lerma, kam jedoch 1621 unter Philipp IV. ebenfalls durch Intrigen zu Fall.

Charakteristisch für die Zeit des Niedergangs Spaniens unter Philipp III. und Philipp IV. ist die ständige Konkurrenz der Höflinge um die Nähe zu den Großen des Reichs wie dem Herzog von Lerma oder dem Herzog von Ucedo, deren Gunst schnell durch Intrigen verloren gehen kann. Gil Blas beteiligt sich jedoch zunächst eifrig an diesem durch Zufall und Willkür gekennzeichneten Intrigenspiel, das zum atemberaubenden Auf- und Abstieg auch großer Herren führt. Die Ökonomie der Ehre, der Ministerabsolutismus und der permanente Kampf des parasitären höfischen Adels um die Nähe zu den Granden und um die Gewährung von Pfründen, Benefizien und Gefälligkeiten sind Merkmale dieser Epoche ebenso wie die durch Korruption vergiftete Verwaltung und der Terror des Polizeiapparats.
Besondere Aufmerksamkeit erfährt dabei der Ärztestand mit seinen Methoden des Aderlassens und der Harnschau. Auch die Zunft der Schauspieler wird als verderbt und zügellos dargestellt; sie waren so etwas wie die heutigen Popstars und beliebt bei Hofe.
Zugleich, und das ist neu für das Genre, ist Lesages Picaro eine zunächst naive, aber relativ gebildete Person, die im Verlauf der episodenhaft gestrickten Erzählung auch eine charakterliche Reifung erfährt, womit Züge der späteren Gattung Bildungsroman vorweggenommen sind.
Tobias Smollett übersetzte den Roman ins Englische. Diese Übersetzung beeinflusste den englischen Roman des späten 18. Jahrhunderts.
Die Figur des Gil Blas war als Prototyp des scharfsichtigen und zugleich dickfelligen Spötters bis ins frühe 20. Jahrhundert hinein allen gebildeten Franzosen geläufig, nicht zuletzt auch als Namenspatron der von 1879 bis 1914 existierenden satirischen Zeitschrift, in der z. B. Guy de Maupassant und Jules Renard publizierten.
Arthur Schopenhauer empfahl in seiner Abhandlung Über Erziehung (Parerga und Paralipomena, Kapitel 28: Über Erziehung = §§ 385–389) den Gil Blas als einen der ganz wenigen Romane, der realistisch vermittle, „wie es eigentlich in der Welt hergeht“.
Für französischsprachige Leser wird der Roman als Übungslektüre empfohlen, weil er viele heute nicht mehr gebräuchliche Verbformen enthält.

### Privatleben
Über Lesages Privatleben ist wenig bekannt. 1694 heiratete er Marie Elizabeth Huyard, Tochter eines Schreiners. Der Ehe entstammten drei Söhne und eine Tochter.
Er enterbte seinen ältesten Sohn Louis-André, nachdem dieser nicht davon abzubringen war, Schauspieler zu werden. Als dem Ungehorsamen jedoch der Aufstieg in die High Society gelungen war, versöhnte sich Lesage wieder mit ihm und wich ihm kaum noch von der Seite.
Lesage schrieb unermüdlich und setzte sich erst mit 70 zur Ruhe. Noch mit fast 80 war er mitsamt seinem Hörrohr ein gerngesehener Gast und beliebter Gesprächspartner in den Pariser Cafés.

## Nachwirken
In Vannes erinnert heute das Lycée Alain René Lesage an den gebildeten Spötter. In Grenoble ist eine Straße nach ihm benannt.

## Werkausgaben und Übersetzungen
Eine 12-bändige Gesamtausgabe der Werke Lesages erschien unter dem Titel Œuvres de Le Sage bei Antoine Augustin Renouard 1821, eine weitere ebenfalls 12-bändige Ausgabe 1828 bei Ètienne Ledoux, Paris.
- Der hinkende Teufel. Roman. Aus dem Französischen von G. Fink. Neu hrsg. und eingeleitet von Otto Flake. Mit Illustrationen von Fritz Fischer. Mosaik, Hamburg 1966.
- Lesage: Der Hinkende Teufel. (= insel taschenbuch. Band 337). Bearbeitung der Übersetzung (aus der Mitte des 19. Jahrhunderts) von G. Fink durch Meinhard Hasenbein. Mit Illustrationen von Tony Johannot (aus der gleichzeitig mit der Übersetzung Finks erschienenen französischen Ausgabe) und einem Nachwort von Karl Riha. Insel, Frankfurt am Main 1978, ISBN 3-458-32037-7.
- Histoire de Gil Blas de Santillane, Librairie de la Bibliothèque Nationale, Paris 1880
- Die Geschichte des Gil Blas von Santillana. Übersetzt von Konrad Thorer. Insel Verlag, Leipzig 1941, 1958.
  - Neuauflage: Insel, Frankfurt 1997. Mit Illustrationen von Daniel Chodowiecki. ISBN 978-3-458-32649-6.